# Мала Врањска
Мала Врањска је насеље у Србији у општини Шабац у Мачванском округу. Према попису из 2022. било је 714 становника.
У атару овог села је погинуо Кулин-капетан.

## Галерија
- Сеоска школа
- Сеоска школа
- Зграда МЗ у изградњи
- Споменик испред школе
- Споменик испред школе

## Демографија
У насељу Мала Врањска живи 634 пунолетна становника, а просечна старост становништва износи 40,8 година (38,9 код мушкараца и 42,7 код жена). У насељу има 251 домаћинство, а просечан број чланова по домаћинству је 3,19.
Ово насеље је великим делом насељено Србима (према попису из 2002. године), а у последња три пописа, примећен је пад у броју становника.
|  |

| Демографија | Демографија | Демографија |
| Година      | Становника  | Становника  |
| ----------- | ----------- | ----------- |
| 1948.       | 987         |             |
| 1953.       | 995         |             |
| 1961.       | 916         |             |
| 1971.       | 869         |             |
| 1981.       | 879         |             |
| 1991.       | 812         | 771         |
| 2002.       | 801         | 821         |

| Етнички састав према попису из 2002.‍ | Етнички састав према попису из 2002.‍ | Етнички састав према попису из 2002.‍ | Етнички састав према попису из 2002.‍ | Етнички састав према попису из 2002.‍ |
| ------------------------------------ | ------------------------------------ | ------------------------------------ | ------------------------------------ | ------------------------------------ |
|                                      |                                      |                                      |                                      |                                      |
| Срби                                 | Срби                                 |                                      | 738                                  | 92,13%                               |
| Роми                                 | Роми                                 |                                      | 54                                   | 6,74%                                |
| Југословени                          | Југословени                          |                                      | 1                                    | 0,12%                                |
| непознато                            | непознато                            |                                      | 3                                    | 0,37%                                |

| Година пописа     | 1948. | 1953. | 1961. | 1971. | 1981. | 1991. | 2002. |
| ----------------- | ----- | ----- | ----- | ----- | ----- | ----- | ----- |
| Број домаћинстава | 191   | 203   | 214   | 227   | 249   | 247   | 251   |

| Број чланова      | 1  | 2  | 3  | 4  | 5  | 6  | 7 | 8 | 9 | 10 и више | Просек |
| ----------------- | -- | -- | -- | -- | -- | -- | - | - | - | --------- | ------ |
| Број домаћинстава | 47 | 64 | 43 | 35 | 31 | 20 | 8 | 2 | 0 | 1         | 3,19   |

| Пол    | Укупно | Неожењен/Неудата | Ожењен/Удата | Удовац/Удовица | Разведен/Разведена | Непознато |
| ------ | ------ | ---------------- | ------------ | -------------- | ------------------ | --------- |
| Мушки  | 335    | 93               | 213          | 16             | 11                 | 2         |
| Женски | 339    | 44               | 212          | 70             | 13                 | 0         |
| УКУПНО | 674    | 137              | 425          | 86             | 24                 | 2         |

| Пол    | Укупно                    | Пољопривреда, лов и шумарство | Рибарство                            | Вађење руде и камена | Прерађивачка индустрија       |
| ------ | ------------------------- | ----------------------------- | ------------------------------------ | -------------------- | ----------------------------- |
| Мушки  | 178                       | 85                            | 0                                    | 0                    | 61                            |
| Женски | 83                        | 43                            | 0                                    | 0                    | 15                            |
| УКУПНО | 261                       | 128                           | 0                                    | 0                    | 76                            |
| Пол    | Производња и снабдевање   | Грађевинарство                | Трговина                             | Хотели и ресторани   | Саобраћај, складиштење и везе |
| Мушки  | 2                         | 6                             | 5                                    | 0                    | 9                             |
| Женски | 0                         | 1                             | 10                                   | 0                    | 1                             |
| УКУПНО | 2                         | 7                             | 15                                   | 0                    | 10                            |
| Пол    | Финансијско посредовање   | Некретнине                    | Државна управа и одбрана             | Образовање           | Здравствени и социјални рад   |
| Мушки  | 1                         | 2                             | 1                                    | 1                    | 2                             |
| Женски | 0                         | 1                             | 0                                    | 6                    | 3                             |
| УКУПНО | 1                         | 3                             | 1                                    | 7                    | 5                             |
| Пол    | Остале услужне активности | Приватна домаћинства          | Екстериторијалне организације и тела | Непознато            | Непознато                     |
| Мушки  | 0                         | 0                             | 0                                    | 3                    | 3                             |
| Женски | 1                         | 0                             | 0                                    | 2                    | 2                             |
| УКУПНО | 1                         | 0                             | 0                                    | 5                    | 5                             |